# 三角水牛
三角水牛（學名：Bubalus triangulus）是一種已滅絕的水牛，生存年代為更新世中晚期，其頭骨化石出土於中國安徽省鳳台縣，於1980年發表。

## 特徵
三角水牛牛角的橫切面為三角形，遠端的橫切面仍為三角形而不會轉為圓形，因此特徵而得名。本種與短角水牛相似，主要區別是本種顱骨枕部的後突不多。本種自1980年發表後即沒有再次發現的紀錄。2014年，有學者提出將三角水牛與固鎮水牛視為楊氏水牛的亞種。

## 演化
早期的古生物學家楊鍾健分析數種中國水牛化石的顱骨和牛角形態，將其分為角心細長的德氏水牛與角心粗短的短角水牛兩大支，其中短角水牛演化支包括三角水牛、固鎮水牛、楊氏水牛與王氏水牛，演化過程中牛角由粗短（短角水牛與三角水牛）漸變為粗大（固鎮水牛、楊氏水牛與王氏水牛）。2000年有學者提出另一觀點，將固鎮水牛、三角水牛、楊氏水牛與現生水牛歸為一支，王氏水牛則為此一演化支的姊妹群。2008年亦有研究支持三角水牛、楊氏水牛與現生水牛同支，王氏水牛則較早分出的結論。